# ドバイワールドカップ
ドバイワールドカップ（英語: Dubai World Cup、アラビア語: كأس دبي العالمي）は、アラブ首長国連邦のメイダン競馬場で行われる競馬の競走である。

## 概要
シェイク・モハメドが1996年に創設した国際競走。総賞金は創設当時は400万ドルだったが年々上昇し現在は1200万ドルまで上昇、1995年からサウジカップ新設前年の2019年まで世界最高賞金のレースとして広く認知され、日本を含む世界各地の一流馬が出走する。第1回は1996年にナド・アルシバ競馬場のダート2000mで施行され、2010年からメイダン競馬場（オールウェザー2000m）に変更。しかし維持費が高く、さらにアメリカの陣営に不評だったため2015年からダート2000mに戻された。
国際競馬統括機関連盟（IFHA）が公表した2012年から2014年の年間レースレーティングの平均値に基づく「世界のトップ100GIレース」によると、ドバイワールドカップは全体の21位にランキングされ、クイーンエリザベス2世カップ（19位）、ガネー賞（20位）に次ぐ評価となっている。

## 歴史
- 1996年 - ナド・アルシバ競馬場のダート2000mで創設[2]。
- 1998年 - 国際リステッドから国際G1に認定[2]。
- 1999年 - ワールドシリーズ・レーシングチャンピオンシップに参加（2002年まで）。
- 2010年 - 開催場をメイダン競馬場に変更[2]。
- 2020年 - covid-19の世界的な感染の拡がりに伴い、参加者の健康を守るために一度は無観客開催とすることを決めたものの、3月22日に開催自体を当面見合わせて、第25回は2021年に延期すると発表された。

## 歴代優勝馬
| 回数                                                   | 施行日        | 調教国・優勝馬     | 性齢 | タイム  | 優勝騎手         | 管理調教師       |
| ------------------------------------------------------ | ------------- | ------------------ | ---- | ------- | ---------------- | ---------------- |
| 第1回                                                  | 1996年3月27日 | Cigar              | 牡6  | 2:03.84 | J.ベイリー       | W.モット         |
| 第2回                                                  | 1997年4月3日  | Singspiel          | 牡5  | 2:01.91 | J.ベイリー       | M.スタウト       |
| 第3回                                                  | 1998年3月28日 | Silver Charm       | 牡4  | 2:04.29 | G.スティーヴンス | B.バファート     |
| 第4回                                                  | 1999年3月28日 | Almutawakel        | 牡4  | 2:00.65 | R.ヒルズ         | S.ビン・スルール |
| 第5回                                                  | 2000年3月25日 | Dubai Millennium   | 牡4  | 1:59.50 | L.デットーリ     | S.ビン・スルール |
| 第6回                                                  | 2001年3月24日 | Captain Steve      | 牡4  | 2:00.40 | J.ベイリー       | B.バファート     |
| 第7回                                                  | 2002年3月23日 | Street Cry         | 牡4  | 2:01.18 | J.ベイリー       | S.ビン・スルール |
| 第8回                                                  | 2003年3月29日 | Moon Ballad        | 牡4  | 2:00.48 | L.デットーリ     | S.ビン・スルール |
| 第9回                                                  | 2004年3月27日 | Pleasantly Perfect | 牡6  | 2:00.24 | A.ソリス         | R.マンデラ       |
| 第10回                                                 | 2005年3月26日 | Roses in May       | 牡5  | 2:02.17 | J.ヴェラスケス   | D.ローマンズ     |
| 第11回                                                 | 2006年3月25日 | Electrocutionist   | 牡5  | 2:01.32 | L.デットーリ     | S.ビン・スルール |
| 第12回                                                 | 2007年3月31日 | Invasor            | 牡5  | 1:59.97 | F.ハラ           | K.マクローリン   |
| 第13回                                                 | 2008年3月29日 | Curlin             | 牡4  | 2:00.15 | R.アルバラード   | S.アスムッセン   |
| 第14回                                                 | 2009年3月28日 | Well Armed         | 騸6  | 2:01.01 | A.グライダー     | E.ハーティー     |
| 第15回                                                 | 2010年3月27日 | Gloria De Campeao  | 牡6  | 2:03.83 | T.ペレイラ       | P.バリー         |
| 第16回                                                 | 2011年3月26日 | Victoire Pisa      | 牡4  | 2:05.94 | M.デムーロ       | 角居勝彦         |
| 第17回                                                 | 2012年3月31日 | Monterosso         | 牡5  | 2:02.67 | M.バルザローナ   | M.アル・ザルーニ |
| 第18回                                                 | 2013年3月30日 | Animal Kingdom     | 牡5  | 2:03.21 | J.ロサリオ       | G.モーション     |
| 第19回                                                 | 2014年3月29日 | African Story      | 騸7  | 2:01.61 | S.デソウサ       | S.ビン・スルール |
| 第20回                                                 | 2015年3月28日 | Prince Bishop      | 騸8  | 2:03.24 | W.ビュイック     | S.ビン・スルール |
| 第21回                                                 | 2016年3月26日 | California Chrome  | 牡5  | 2:01.83 | V.エスピノーザ   | A.シャーマン     |
| 第22回                                                 | 2017年3月25日 | Arrogate           | 牡4  | 2:02.15 | M.スミス         | B.バファート     |
| 第23回                                                 | 2018年3月31日 | Thunder Snow       | 牡4  | 2:01.38 | C.スミヨン       | S.ビン・スルール |
| 第24回                                                 | 2019年3月30日 | Thunder Snow       | 牡5  | 2:03.58 | C.スミヨン       | S.ビン・スルール |
| 2020年は新型コロナウイルス感染症の感染拡大に伴い延期。 |               |                    |      |         |                  |                  |
| 第25回                                                 | 2021年3月27日 | Mystic Guide       | 牡4  | 2:01.61 | L.サエス         | M.スティッドハム |
| 第26回                                                 | 2022年3月26日 | Country Grammer    | 牡5  | 2:04.97 | L.デットーリ     | B.バファート     |
| 第27回                                                 | 2023年3月25日 | Ushba Tesoro       | 牡6  | 2:03.25 | 川田将雅         | 高木登           |
| 第28回                                                 | 2024年3月30日 | Laurel River       | 牡6  | 2:02.31 | T.オシェア       | B.シーマー       |
| 第29回                                                 | 2025年4月5日  | Hit Show           | 牡5  | 2:03.50 | F.ジェルー       | B.コックス       |

- 馬齢表記は北半球の基準で表記している。

## 主なステップレース
- ドバイ地区
  - マクトゥームクラシック（Maktoum Classic） G2 北半球産4歳以上・南半球産3歳以上 ダート1900m[12]
  - マクトゥームチャレンジ（Maktoum Challenge） G1 北半球産4歳以上・南半球産3歳以上 ダート1900m[13]
- サウジアラビア
  - 二聖モスクの守護者カップ（Custodian of the Two Holy Mosques Cup） LR 北半球産4歳以上・南半球産3歳以上 ダート2000m
  - サウジカップ 北半球産4歳以上・南半球産3歳以上 ダート1800m
- アメリカ
  - サンアントニオステークス（San Antonio Stakes） G2 3歳以上 ダート8.5ハロン
  - ペガサスワールドカップ（Pegasus World Cup） G1 4歳以上 ダート9ハロン
  - サンタアニタハンデキャップ（Santa Anita Handicap） G1 4歳以上 ダート10ハロン
- 日本
  - 有馬記念 国際GI 3歳以上 芝2500m
  - 東京大賞典 国際GI 3歳以上 ダート2000m
  - フェブラリーステークス 国際GI 4歳以上 ダート1600m

## テレビ放送
日本の地上波テレビでは、2017年よりこの競走（生中継）やこの日（ドバイワールドカップデー）のほかの競走（録画中継の場合あり）をフジテレビ系列の「すぽると!」内や、フジテレビ発各系列局ネットの特別番組（関西テレビでは「うまんちゅ」の特別番組）として放送される。
BSテレビの中継権は農林水産省の関連団体が運営するグリーンチャンネルが有していて、一部のプラットフォームでは無料放送となる。